# سالواتوره روسینی

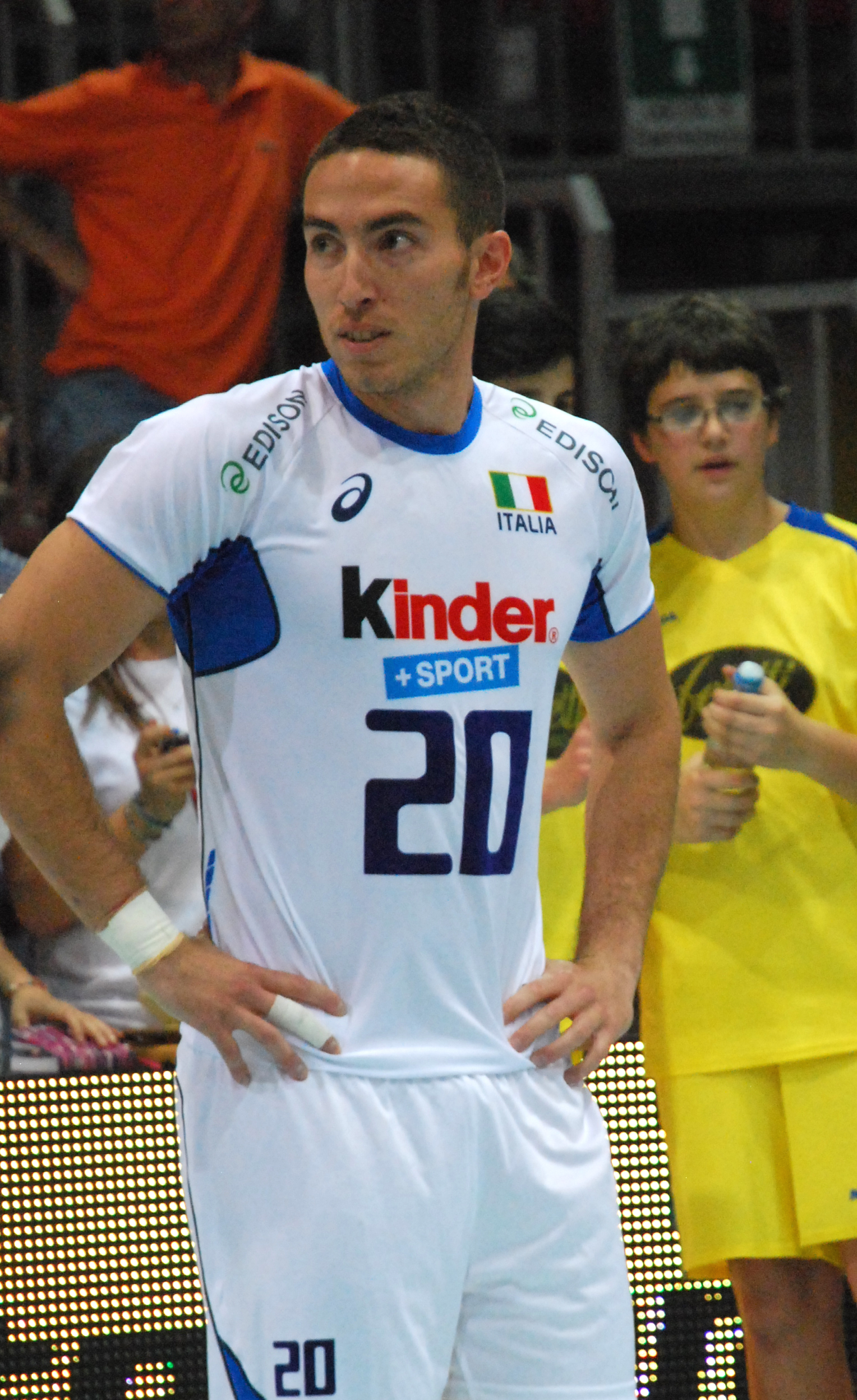
در سال ۲۰۱۳

سالواتوره روسینی ایتالیایی: Salvatore Rossini (زادهٔ ۱۳ ژوئیهٔ ۱۹۸۶) بازیکن والیبال اهل ایتالیا، عضو تیم ملی والیبال ایتالیا و باشگاه کازا مودنا است. وی به همراه دیگر بازیکنان ایتالیا به مدال نقره المپیک ریو ۲۰۱۶ دست یافت.
روسینی در لیگ جهانی ۲۰۱۴ به‌عنوان بهترین لیبرو مسابقات انتخاب شد و با تیم ملی والیبال ایتالیا به مدال برنز دست یافت. قد وی ۱۸۵ سانتیمتر و وزنش ۸۲ کیلوگرم است.